# هنري الثالث ملك قشتالة

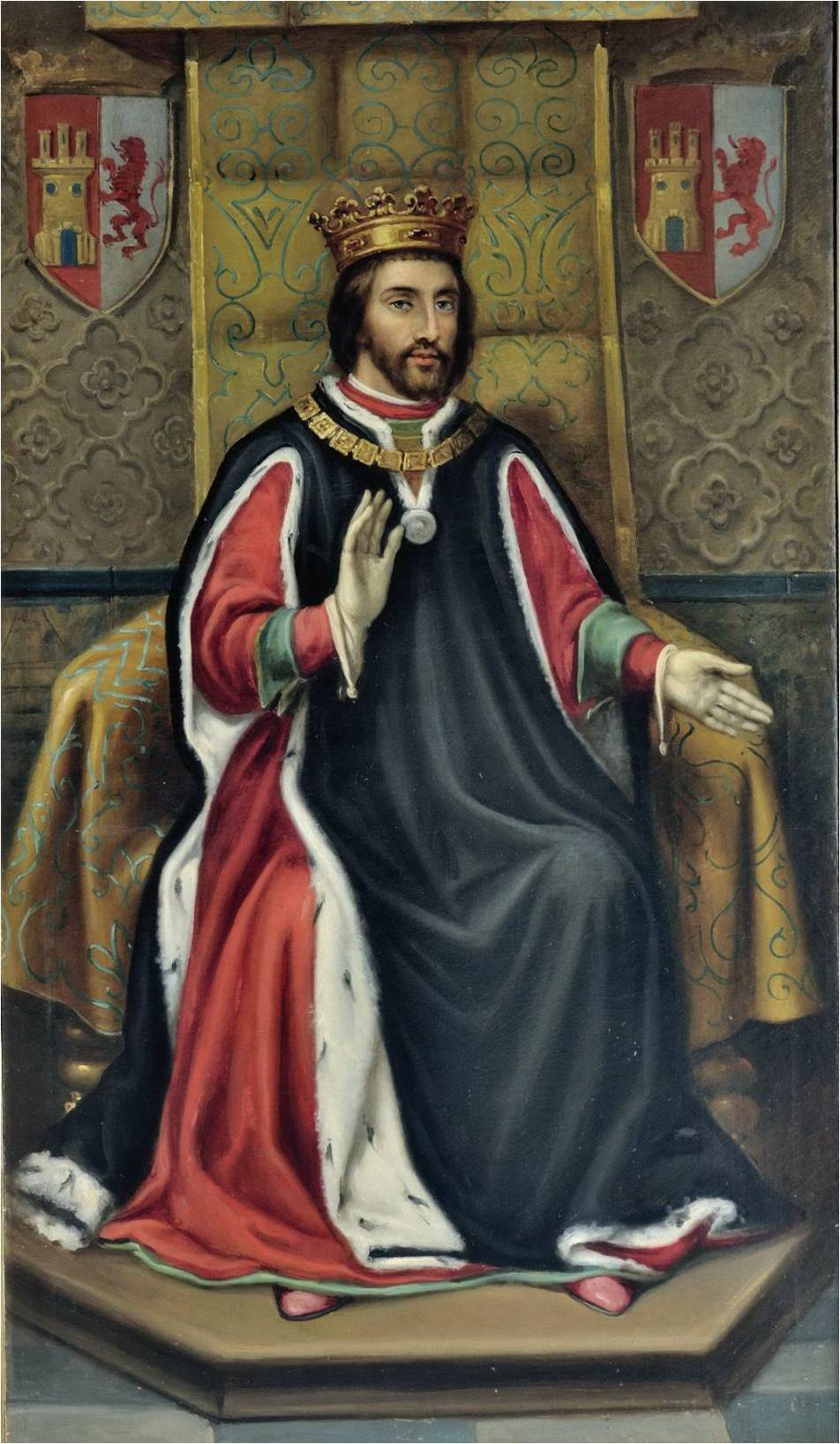
إنريكي الثالث، ملك قشتالة وليون، بريشة خوسيه ماريا رودريغيز دي لوسادا·

إنريكي الثالث (4 أكتوبر 1379 - 25 ديسمبر 1406) الذي يعرف أحيانا باسم إنريكي المتألم أو إنريكي المرضي (الإسبانية: Enrique el Doliente؛ الجليقية: Henrique o Doente)؛ هو ابن البكر لـ خوان الأول وليونور الأراغونية، خلف والده ملك قشتالة في 1390 وحتى وفاته في 1406، شقيقه الأصغر فرناندو أصبح لاحقاً ملك أراغون وصقلية، تزوج إنريكي من الأميرة الإنجليزية كاثرين لانكاستر وهي قريبته لأنها حفيدة بيدرو القاسي ملك قشتالة وخلفه ابنه خوان الذي ما زال صغيراً لم يتجاوز ثلاثة من العمر فعينت والدته وأخو ملك أراغون كأوصياء على العرش، وبعد وفاة هذا الأخير، أصبحت والدته الوصية بلا منازع حتى وفاتها في 1418.

## روابط خارجية
- هنري الثالث ملك قشتالة على موقع الموسوعة البريطانية (الإنجليزية)